# Hektor Tsironikos
Hektor Tsironikos (griechisch Έκτωρ Τσιρονίκος Ektor Tsironikos, * 1882 in Arachova; † 1964 in Athen) war ein griechischer Unternehmer und rechtsextremer Politiker.

## Leben
Tsironikos wuchs in Arachova auf und zog 1903 nach Rostow in Russland, wo er als Händler tätig war. Nach der Oktoberrevolution zog er nach Konstantinopel und weiter nach Brüssel, wo er ab 1934 für die griechische Botschaft als Wirtschaftsattaché tätig war. 1940 zog er nach Griechenland, wo er unter deutscher Besatzung verschiedene Ämter bekleidete. Da laut dem Sonderbevollmächtigten des Auswärtigen Amtes Hermann Neubacher seine „Deutschfreundlichkeit über jeden Zweifel erhaben“ war, wurde er zum Finanz- und Superminister über alle „produktiven Ressorts“ ernannt. 1944 gründete er in Wien eine Nationalsozialistische Exilregierung Griechenlands.
Tsironikos wurde am 31. Mai 1945 in Abwesenheit vom griechischen Sondergericht für Kollaborateure zum Tode verurteilt. Von den US-Amerikanern wurde er im selben Jahr verhaftet und 1947 nach Griechenland gebracht. Am 3. April 1952 wurde er vom griechischen Staat begnadigt. Tsironikos starb 1964 in einem Athener Altersheim.